# حنیف دمیریل
حنیف دمیریل (انگلیسی: Hanife Demiryol؛ زادهٔ ۱۹ سپتامبر ۱۹۹۲) بازیکن فوتبال اهل ترکیه است.

وی همچنین در تیم‌های ملی فوتبال Turkey women's national under-17 football team, Turkey women's national under-19 football team، و زنان ترکیه بازی کرده‌است.